# Nazionale maschile di pallamano dell'Islanda
La nazionale di pallamano maschile dell'Islanda è la rappresentativa pallamanistica maschile dell'Islanda ed è posta sotto l'egida della Federazione islandese di pallamano (Handknattleikssamband islands) e rappresenta il paese nelle varie competizioni ufficiali o amichevoli riservate a squadre nazionali.
La pallamano rappresenta uno degli sport in assoluto più popolari in Islanda, che nel suo palmarès vanta un argento olimpico e un terzo posto ai campionati europei del 2010.

## Palmarès

### Olimpiadi
- (2008)

### Europei
- (2010)

## Rosa attuale
Elenco dei convocati per il Campionato mondiale maschile di pallamano 2019. Statistiche aggiornate al 18 gennaio 2018.
| N. | Pos. | Giocatore                  | Data nascita (età) | Pres. | Reti | Squadra               |
| -- | ---- | -------------------------- | ------------------ | ----- | ---- | --------------------- |
| 1  | P    | Björgvin Páll Gústavsson   | 24 maggio 1985     | 212   | 12   | Skjern Håndbold       |
| 4  | LB   | Aron Pálmarsson            | 19 luglio 1990     | 129   | 500  | Barcelona             |
| 9  | LW   | Bjarki Már Elísson         | 16 maggio 1990     | 49    | 106  | Füchse Berlin         |
| 10 | LW   | Stefán Rafn Sigurmannsson  | 19 maggio 1990     | 64    | 83   | Pick Szeged           |
| 11 | P    | Ýmir Örn Gíslason          | 1º luglio 1997     | 19    | 9    | Valur                 |
| 13 | LB   | Ólafur Guðmundsson         | 13 maggio 1990     | 101   | 178  | IFK Kristianstad      |
| 14 | RB   | Ómar Ingi Magnússon        | 12 marzo 1997      | 36    | 101  | Aalborg Håndbold      |
| 15 | LB   | Daníel Þór Ingason         | 15 gennaio 1995    | 18    | 9    | Haukar Handball       |
| 17 | RW   | Arnór Þór Gunnarsson       | 23 ottobre 1987    | 95    | 249  | Bergischer HC         |
| 18 | CB   | Gísli Þorgeir Kristjánsson | 30 luglio 1999     | 13    | 21   | THW Kiel              |
| 20 | P    | Ágúst Elí Björgvinsson     | 11 aprile 1995     | 18    | 0    | IK Sävehof            |
| 21 | P    | Arnar Freyr Arnarsson      | 14 marzo 1996      | 34    | 50   | IFK Kristianstad      |
| 22 | RW   | Sigvaldi Guðjónsson        | 4 luglio 1994      | 6     | 14   | Elverum Håndball      |
| 23 | LB   | Ólafur Gústafsson          | 27 marzo 1989      | 31    | 46   | KIF Kolding København |
| 25 | CB   | Elvar Örn Jónsson          | 31 agosto 1997     | 12    | 35   | Selfoss               |
| 31 | RB   | Teitur Örn Einarsson       | 23 settembre 1998  | 4     | 1    | IFK Kristianstad      |

## Partecipazioni ai tornei internazionali
- 1936: non qualificata
- 1972: 12º posto
- 1976: non qualificata
- 1980: non qualificata
- 1984: 6º posto
- 1988: 8º posto
- 1992: 4º posto
- 1996: non qualificata
- 2000: non qualificata
- 2004: 9º posto
- 2008:  2º posto
- 2012: 5º posto
- 2016: non qualificata
- 2020: non qualificata
- 2024: non qualificata

- 1938: non qualificata
- 1954: non qualificata
- 1958: 10º posto
- 1961: 6º posto
- 1964: 9º posto
- 1967: non qualificata
- 1970: 11º posto
- 1974: 14º posto
- 1978: 13º posto
- 1982: non qualificata
- 1986: 6º posto
- 1990: 10º posto
- 1993: 8º posto
- 1995: 14º posto
- 1997: 5º posto
- 1999: non qualificata
- 2001: 11º posto
- 2003: 7º posto
- 2005: 15º posto
- 2007: 8º posto
- 2009: non qualificata
- 2011: 6º posto
- 2013: 12º posto
- 2015: non qualificata
- 2017: 14º posto
- 2019: 11º posto
- 2021: 20º posto
- 2023: 12º posto
- 2025: 9º posto

- 1994: non qualificata
- 1996: non qualificata
- 1998: non qualificata
- 2000: 11º posto
- 2002: 4º posto
- 2004: 13º posto
- 2006: 7º posto
- 2008: 11º posto
- 2010:  3º posto
- 2012: 10º posto
- 2014: 5º posto
- 2016: 13º posto
- 2018: 13º posto
- 2020: 11º posto
- 2022: 6º posto
- 2024: 10º posto